# Alanthurai
Alanthurai é uma panchayat (vila) no distrito de Coimbatore , no estado indiano de Tamil Nadu.

## Demografia
Segundo o censo de 2001,  Alanthurai  tinha uma população de 7173 habitantes. Os indivíduos do sexo masculino constituem 50% da população e os do sexo feminino 50%. Alanthurai tem uma taxa de literacia de 55%, inferior à média nacional de 59.5%; com 58% para o sexo masculino e 42% para o sexo feminino. 11% da população está abaixo dos 6 anos de idade.